# たさきこうじ
たさき こうじ（12月15日 - ）は、日本の男性ナレーター、声優。大阪府門真市出身。血液型 A型。身長 164cm。体重 51kg。関西大学文学部国文学科卒業。キャラ所属。2007年デビュー。趣味はパチンコ。

## 出演作品

### ナレーション

#### 番組
- ワリンVSウリンちゃん 沖縄バトルツアー（テレビせとうち）
- 播州の秋祭りシリーズ（サンテレビジョン）
- 満点通販（サンテレビジョン）
- 出会いのまち西宮（サンテレビジョン）
- 学食へ行こうSP（NHK）
- アップ&UP!（関西テレビ）
- メルヘンプロダクション（2007年、奈良テレビ）
- 山陽電車図鑑〜山陽電車が車庫に戻ったら〜（2008年、ケーブルテレビ）
- 堺ビッグボーイズ（ケーブルテレビ）

#### CM
- 天下一品
- 花キューピット
- クボタ
- 食博覧会
- セイコーエプソン
- サイクルモードインターナショナル
- ジャンバリ
- 谷町ぽん酢
- マルエス
- テーブルマーク
- ジャック神戸
- 大林組
- 富田林市農業公園サバーファーム
- 松喜屋
- 大阪市交通局
- 鈴木油脂工業
- 小豆島オリーブ
- アドベンチャー
- 関西フィッシングセンター
- スパクルボード
- 深廣
- 大阪市消防局
- 中小企業機構
- エコリカ
- 阪急交通社
- FM滋賀ラジオCM

#### ビデオパッケージ
- クボタ
- 瑞光
- フォセコ
- GSユアサ
- ユニティックメディカル
- 東洋水産
- 四国電力
- 富士昭サンマテック

### ボイスオーバー
- 知っとこ!（MBSテレビ）
- 朝生ワイド す・またん!（よみうりテレビ）
- ビーバップ!ハイヒール（ABCテレビ）

### 舞台
- 島To薫
  - 「ピックポケット」
  - 「昭和食堂」

### ゲーム
2009年
- 豪血寺一族 先祖供養（プリンス）※アーケード

2012年
- 豪血寺一族 先祖供養（プリンス）※NESiCAxLiveで配信